# Parafia św. Kazimierza w Nowym Sączu
Parafia pw. Świętego Kazimierza w Nowym Sączu - parafia rzymskokatolicka znajdująca się w diecezji tarnowskiej w dekanacie Nowy Sącz Centrum. Erygowana 10 maja 1977. Mieści się przy ulicy Sygańskiego. Obsługują ją księża diecezjalni.